# 杜坡县
杜坡县，一译德坡县，是柬埔寨磅清扬省下辖的一个县。
据1998年人口普查，此县共有45,950人。